# Términología geométrica de ubicación

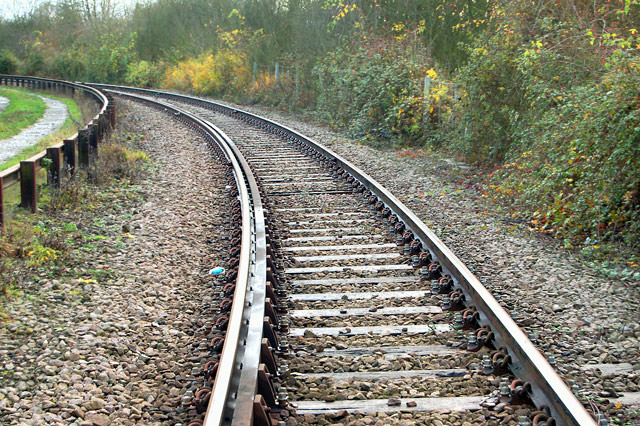
En una vía de ferrocarril, los rieles están dispuestos longitudinalmente (de acuerdo con la mayor dimensión de la vía, su longitud), mientas que las traviesas están colocadas transversalmente (perpendicularmente a la longitud)

La terminología geométrica de ubicación agrupa un conjunto de definiciones que permiten establecer con precisión conceptos como direcciones, posiciones relativas, o la forma de un objeto. Estos términos se usan en descripciones de ingeniería, física y otras ciencias, así como en el lenguaje común. Su significado se ha consolidado de forma histórica, con un importante legado de origen grecorromano y aportaciones del árabe, y fijado progresivamente en el idioma español a partir del Renacimiento.
Aunque estos términos en sí mismos pueden ser algo ambiguos, generalmente se usan en un contexto en el que su significado es claro. Por ejemplo, cuando se hace referencia a un eje de transmisión, queda claro lo que se entiende por direcciones axiales o radiales, o en el caso de un diagrama mecánico, donde se pueden interpretar de manera parecida el sentido de orientación de las fuerzas o de otros vectores representados.
Véase también: Terminología anatómica de localización

## Ejemplos
Términos geométricos comunes de ubicación son:
- Adyacente - Situado en la inmediación o proximidad de algo
- Axial - Perteneciente o relativo al eje del movimiento rotativo de un cuerpo, o situado en el centro de un cuerpo circular
- Azimutal (o acimutal) - Referido al ángulo que una dirección forma con respecto al norte
- Colineal - Situado en la misma en la misma línea recta
- Depresión - Profundidad respecto a un nivel de referencia (normalmente, el nivel del mar)
- Dirección - Segmento rectilíneo entre dos puntos. En ocasiones, se confunde con el término sentido
- Elevación - Altura sobre un nivel de referencia (análogamente, desde el nivel del mar)
- Frontal - Situado sobre la parte delantera de un objeto (por ejemplo, los faros delanteros de un automóvil)
- Horizontal - Perpendicular a la dirección de un cuerpo en caída libre, como la superficie de un líquido en reposo
- Lateral - Situado sobre el costado de un objeto (por ejemplo, las ventanillas de un automóvil se sitúan en posición lateral)
- Lineal - Siguiendo una trayectoria dada, no necesariamente recta
- Longitudinal - Que abarca la longitud de un cuerpo
- Ortogonal - Formando un ángulo recto con respecto a un eje o plano dado
- Paralelo - En la misma dirección que otro objeto orientable
- Perimetral - Situado en el contorno de un objeto
- Perpendicular - En ángulo recto, sinónimo de ortogonal
- Radial: En una dirección que apunta en un radio (geometría) desde el centro de un objeto, o perpendicular a una trayectoria curva
- Sentido: Cualquiera de las dos maneras de recorrer una dirección entre dos puntos
- Tangencial - Que pasa por un punto de una curva, a la que es paralelo en ese punto
- Transversal: Ortogonal a una dirección dada, como los durmientes del ferrocarril respecto al eje de una vía
- Vertical: Orientado según la altura de un cuerpo